# 오프라 윈프리
오프라 게일 윈프리(영어: Oprah Gaile Winfrey, 1954년 1월 29일 ~ )는 미국의 방송인이다.

## 생애
오프라 윈프리는 시골인 미시시피주에서 사생아로 태어났다. 태어났을 때부터 외할머니와 함께 살다가 외할머니가 병에 걸리자 어머니가 계시는 밀워키로 이주하여 자라온 그녀는 어린 시절 상당한 고난을 겪어야 했다. 그녀는 9살에 사촌오빠로부터 성폭행을 당했고 14살에 미혼모가 되었다가그녀의 아들이 2주 후에 죽는 슬픔을 겪었다. 그녀는 테네시주에 이발사인 아버지와 함께 살기 위해 보내졌다.
그 후 그녀는 고등학생 때 라디오 프로에서 일을 얻었고 19살에 지역의 저녁 뉴스의 공동뉴스캐스터를 시작했다. 그녀의 즉흥적 감정 전달 덕분에 그녀의 활동무대는 낮시간대의 토크쇼로 옮겨졌다. 그 토크쇼가 바로 오프라 윈프리 쇼이다.
1983년 오프라 윈프리는 시카고에서 낮은 시청률을 가진 30분짜리 아침 토크쇼인 에이엠 시카고(AM Chicago)의 진행자가 되었다. 오프라 윈프리가 맡게 된 지 한 달 후 그녀는 시카고에서 가장 인기있는 토크쇼, 도나휴를 능가하게 만들었다. 그 쇼는 전국적으로 방영되는 '오프라 윈프리 쇼'로 바뀌었다. 그녀가 시카고의 삼류 지역 토크 쇼를 최고의 자리로 끌어올리자 그녀는 자신의 제작 회사 하포 (harpo)를 설립했다. 친숙한 고백적 형태의 미디어 커뮤니케이션을 만들어낸 것에 신용을 얻으면서 그녀는 토크쇼 장르를 대중화시키고 큰 변화를 일으켰다. 본인의 이름을 내건 '오프라 윈프리 쇼'는 세계적으로 유명한 프로그램이었지만, 2011년 5월 17일 마지막 방송을 끝으로 종영했다.

## 평가
오프라 윈프리는 20세기의 가장 부자인 흑인계 미국인으로 꼽혔고, 미국의 상위 자산가들 중 첫 번째 아프리카계 미국인이며 세계에서 유일한 흑인 억만장자이다. 그녀는 세계에서 가장 영향력 있는 여성으로도 불리었다.

## 상훈
- 1985년 골든글로브 여우조연상
- 1985년 미국 아카데미시상식 여우조연상
- 2004년 유엔이 주는 '올해의 세계지도자상' 수상
- 2005년 미국 인권박물관이 수여한 '올해의 자유상' 수상
- 2005년 세계에서 가장 영향력 있는 명사 100人 중 최고의 명사로 선정
- 2005년 국제 에미상 방송인상
- 2010년 여성 컨퍼런스 미네르바상
- 2010년 케네디센터 평생공로상
- 2012년 제84회 아카데미 시상식 평생공로상
- 2013년 포브스 세계에서 가장 영향력 있는 유명인사 100인
- 2018년 골든글로브 "Life Achievement"

## 출연 작품
- 셀마 - 애니 리 쿠퍼 역
- 로맨틱 레시피
- 더 크리스마스 - 데보라(목소리) 역
- 시간의 주름 (영화) - 미세스 위치 역
- 컬러 퍼플 - 소피아 역